# Манастирица (Призрен)
Манастирица (серб. Манастирица / Manastirica; алб. Manastiricë) — село в южной Метохии. Относится к общине Призрен Призренского округа как по административно-территориальному делению автономного края Косово и Метохия (в составе Сербии), так и по административно-территориальному делению частично признанной Республики Косово.

## Общие сведения
Численность населения по данным на 2011 год — 1 107 человек (из них мужчин — 550, женщин — 557).
Село Манастирица расположено в исторической области Средска Жупа, жители села — представители исламизированной южнославянской этнической группы средчан (жуплян), относящие себя в основном к боснийскому этносу — в переписи 2011 года 1 106 человек указали своей национальностью боснийскую. В качестве родного языка жители села Манастирица указали боснийский (1 106 человек). Гражданами Косова согласно переписи 2011 года является абсолютное большинство жителей села — 1 104 человека. Все жители села Манастирица — мусульмане.
Динамика численности населения в селе Манастирица с 1948 по 2011 годы:
| Численность населения | Численность населения | Численность населения | Численность населения | Численность населения | Численность населения | Численность населения |
| 1948                  | 1953                  | 1961                  | 1971                  | 1981                  | 1991                  | 2011                  |
| --------------------- | --------------------- | --------------------- | --------------------- | --------------------- | --------------------- | --------------------- |
| 584                   | 632                   | 692                   | 1070                  | 1410                  | 1698                  | 1107                  |

Часть жителей села уезжает на работу в страны Западной Европы (Швейцарию, Германию, Австрию и другие страны), возвращаясь в Манастрицу только лишь в летние месяцы. В Манастирице, как и в других сёлах Средской Жупы, отмечается постоянный отток населения — всплеск миграции пришёлся на рубеж 1960—1970-х годов, на начало 1990-х и на период после 1999 года. Тем не менее, до 1991 года численность населения в Манастирице постоянно росла.
В 2001—2002 годах в селе Манастирица построено здание новой школы.

## Географическое положение
Село Манастирица расположено на северных склонах горного массива Шар-Планина. Ближе всего к селу Манастирица располагаются средчанское село Небрегоште и албанское село Стружье. Небрегоште находится приблизительно в двух километрах к северо-востоку от Манастирицы, а Стружье — приблизительно в километре к северо-западу.